# We Are Smug
We Are Smug è un album in studio collaborativo del cantante australiano Darren Hayes e del cantante e produttore discografico statunitense Robert Conley, pubblicato nel 2009.

## Tracce
1. Look What We've Started – 4:21
2. Words That I Can't Say – 3:41
3. Hot Tub Blues – 4:25
4. Good Dress – 3:06
5. Shit on the Radio – 3:44
6. Tear It Up – 3:49
7. Never Be the Same Again – 5:12
8. Watching Me Watching You – 5:11
9. Fire It Up – 3:19
10. The Pressure – 4:11